# مقاطعة ألين (كانساس)
مقاطعة ألين (بالإنجليزية: Allen County)‏ هي إحدى المقاطعات في ولاية كانساس، الولايات المتحدة الأمريكية.